# 菲尔·罗杰斯
菲尔·罗杰斯（英語：Phil Rogers，1971年4月24日—），澳大利亚男子游泳运动员。他曾代表澳大利亚参加1992年、1996年和2000年夏季奥林匹克运动会游泳比赛，获得二枚铜牌。